# Râul Zăpodea cu Podul
Râul Zăpodea cu Podul este un curs de apă, afluent al râului Bistra. 

## Hărți
- Harta județului Mureș
- Harta munții Căliman  Arhivat în 11 octombrie 2008, la Wayback Machine.